# Tercer tiempo (programa de televisión)
Tercer tiempo (también conocido como 3T) es un programa de televisión paraguayo de humor y entretenimiento. Se emite por el Canal 13 de Paraguay liderando desde 2019 su franja horaria. Ha ganado el premio Luis Alberto del Paraná al mejor programa de entretenimiento en el año 2017 y en el 2018 fueron ganadores del Paraná de Oro.

## Conducciones
- Dani Da Rosa (2010-2013/2016-2023)
- Leryn Franco (2010-2012)
- Álvaro Mora (2012)
- Toto Gonzalez (2012)
- Bicho Riveros (2013-2016)
- Patty Orué (2012-2016)
- Malala Olitte (2016-actualmente)
- Leo Rivas (2018-2019)
- Dani Willigs (Veranos-2019-2021)
- Dany Pereira (2022-2024)
- Silvia Flores (Verano 2023)
- José Ayala (2024-actualmente)

## Reemplazos
- Manuela Rodríguez (Reemplazó a Malala Olitte)
- Marcelo Burgos (Reemplazó a Dani Da Rosa)
- Dora Ceria (Reemplazó a Malala Olitte)
- Mazizo Torres (Reemplazó a Dani Da Rosa)
- Sara Dihl (Reemplazó a Malala Olitte)
- Chiche Corte (Reemplazó a Dani Da Rosa)
- Lety Mancuello (Reemplazó a Malala Olitte)
- Andrea Quattrocchi (Reemplazó a Malala Olitte)
- Larissa Riquelme (Reemplazó a Malala Olitte)
- Fabi Martínez (Reemplazó a Malala Olitte)

## Historia

### Inicios
Dani Da Rosa y su equipo estaban trabajando en el programa Justo a tiempo pero fue un gran fracaso, lo que lo llevaron a reinventar un nuevo programa. El título original del programa sería Pelota Jára pero fue imposible utilizarla ya que canal trece usó ese nombre para un programa de tv.
Tiempo después encontraron el nombre Tercer Tiempo, el programa solamente se iba a transmitir para el Mundial Sudáfrica de 2010, pero al final siguió en pie el proyecto, en los inicios del programa fue filmado en la vivienda del actor paraguayo Enrique Pavón él había dicho en una entrevista que no tenían los materiales necesarios para llevar a cabo el programa, ya que solo tenía una computadora y equipos prestados.
Luego de mucho tiempo lograron que el programa salga al aire, a principios en el canal Telefuturo. Pero hoy en día es transmitido en el Trece.
Desde 2018, comienzan a emitir el programa los sábados con el nombre de "3T Sábado Show".
En el año 2020 cumple 10 años de emisión continua, siendo líderes en su franja horaria.

## Premios
| Año  | Premios        | Categoría                         | Ganadores y nominados | Resultado |
| ---- | -------------- | --------------------------------- | --------------------- | --------- |
| 2017 | Premios Paraná | Mejor programa de entretenimiento | Tercer Tiempo         | Ganó      |
| 2018 | Premios Paraná | Paraná de Oro                     | Tercer Tiempo         | Ganó      |
| 2019 | Premios Paraná | Mejor programa de entretenimiento | Tercer Tiempo         | Ganó      |